# Артур (річка, Тасманія)
Артур (англ. Arthur) — річка в північно-західній частині Тасманії в Австралії. Загальна довжина річки становить 189 км — тим самим, вона є третьою за довжиною річкою Тасманії, слідом за річками Саут-Еск (252 км) і Дервент (215 км). Вона лише трохи довша від четвертої та п'ятої річок Тасманії — Гордон (186 км) і Х'юон (169 км).
Біля гирла річки Артур в Індійський океан знаходиться невелике однойменне селище Артур-Рівер, населення якого за переписом 2006 становило 121 осіб. Селище і річка були названі на честь Джорджа Артура — лейтенант-губернатора Землі Ван-Дімена (нині Тасманії) в 1823–1837 роках.

## Географія
Витік річки Артур знаходиться на північному заході Тасманії, приблизно за 10 км на південний захід від населеного пункту Варата, трохи південніше автомобільної дороги  Waratah Road, на території району місцевого самоврядування Варата-Він'ярд.
Від витоку річка Артур тече спочатку на північ, а потім повертає на захід. Практично протягом всього шляху, річка Артур протікає дикими і незаселеними областями північно-західної частини Тасманії. Річка Артур має безліч приток, в тому числі річки Франкленд, Репід, Хеллайер та інші. Площа басейну річки Артур становить 2492 км².
Хоча, згідно формального визначення, гирло річки знаходиться в зоні Великої Австралійської затоки, на картах Тасманії вона зазвичай не згадується. Селище Артур-Рівер, де річка впадає в Індійський океан, адміністративно належить до району місцевого самоврядування Сьорк'юлар-Хед, названому за іменем гори в місті Стенлі біля північного узбережжя Тасманії.
Поруч з гирлом річки Артур, що знаходиться на північно-західному узбережжі Тасманії біля «буремних сорокових» Індійського океану, встановлено пам'ятний знак, на якому написано «The Edge of the World. North West Coast Tasmania» (укр. «Край світу. Північно-західний берег Тасманії»), а також вірш Брайана Індера.
На південь від річки Артур знаходиться утворена в 1982 році заповідна зона Артур-Паймен, яка прилягає до узбережжя Індійського океану. Її північна межа проходить поруч з річкою Артур, південна межа проходить уздовж річки Паймен, а зі сходу вона обмежена річками Франкленд (притока Артура) і Дональдсон (притока Паймена).